# Saint-Paul-sur-Ubaye
Saint-Paul-sur-Ubaye is een gemeente in het Franse departement Alpes-de-Haute-Provence (regio Provence-Alpes-Côte d'Azur) en telt 190 inwoners (1999). De plaats maakt deel uit van het arrondissement Barcelonnette.

## Geografie
De oppervlakte van Saint-Paul-sur-Ubaye bedraagt 198,0 km², de bevolkingsdichtheid is 1,0 inwoners per km².
De onderstaande kaart toont de ligging van Saint-Paul-sur-Ubaye met de belangrijkste infrastructuur en aangrenzende gemeenten.

## Demografie
Onderstaande figuur toont het verloop van het inwonertal (bron: INSEE-tellingen).
Vanwege een beveiligingsprobleem met de MediaWiki Graph-software is het momenteel niet mogelijk deze grafiek weer te geven. Zodra de software is bijgewerkt zal de grafiek vanzelf weer zichtbaar worden.
1. ↑  Populations de référence 2022.